# Pehr Eric Sköldebrand
Pehr Eric Sköldebrand, född den 8 december 1769 på Sörby i Torsåkers socken, död den 11 november 1826 på Ericslund i Västerljungs socken, var en svensk ämbetsman. Han var son till Eric Brander, adlad Skjöldebrand, samt far till Knut Erik Skjöldebrand.
Sköldebrand blev student vid Uppsala universitet 1781 och auskultant i Svea hovrätt 1786. Han avlade kansliexamen 1787 och blev extra ordinarie kanslist i inrikes civilexpeditionen samma år. Sköldebrand blev konsulatsekreterare i Alger 1794 och tillförordnad konsul där 1796. Han erhöll förste expeditionssekreterares titel 1799. Sköldebrand var godsägare på Ericslund i Södermanland. Han blev landshövding i Södermanlands län 1815 och ordförande i länets hushållningssällskap samma dag, tillika ståthållare på Gripsholm 1817. Sköldebrand blev riddare av Nordstjärneorden 1816 och kommendör av samma orden 1818. Han blev friherre 1819 enligt 37 § i regeringsformen (introducerad på riddarhuset 1820 under nummer 373). Han blev generaltulldirektör 1824 och fick presidents namn, heder och värdighet 1825.